# Halley (pel·lícula)
Halley és una pel·lícula mexicana de terror del 2012 dirigida per Sebastián Hofmann i produïda per Julio Chavezmontes i Jaime Romandia. Es va estrenar al Festival Internacional de Cinema de Morelia el 2012 i, posteriorment, es va presentar al Festival de Cinema de Sundance del 2013 i va formar part del concurs de premis Hivos Tiger del Festival Internacional de Cinema de Rotterdam.
La pel·lícula segueix a Alberto, un guàrdia nocturn amb un cos en descomposició que decideix retirar-se del món.

## Sinopsi
L'Alberto és mort i ja no ho pot amagar. El maquillatge i el perfum ja no poden amagar el seu cos que es descompon ràpidament. Consternat, decideix retirar-se del món. Però abans de lliurar-se a la seva mort viva, Alberto manté una amistat inusual amb Luly, la gerent del gimnàs obert les 24 hores, on treballa de vigilant nocturn.

## Repartiment
- Alberto Trujillo - Alberto
- Lourdes Trueba - Luly
- Hugo Albores - treballador de la morgue

## Temes
Sobre el nom de la pel·lícula, el director Sebastián Hofmann va dir en una entrevista amb Vice Mexico que quan va començar a pensar en la història de la seva pel·lícula, tenia un record infantil de la seva àvia que li demanava que dibuixés el cometa de Halley. Això va passar el 1986, l'última vegada que va passar per la Terra. Mentre escrivia el guió de la pel·lícula a Yucatán passejava per una ciutat quan va veure un diari on va llegir que hi hauria una pluja de meteorits provocada per la pista de pols còsmica del cometa de Halley. Va pensar llavors que era una coincidència excessiva i va anomenar el projecte com el cometa. Pel director, Halley també és "un símbol de la immortalitat", ja que se sap des dels inicis de l'astronomia i orbita al voltant del Sol cada 75 anys. Hofmann diu que "és el testimoni etern de la nostra història, amb els seus cicles de repunt i decadència. L'espai entre cadascuna de les seves visites és la durada d'una vida humana".

## Estrena
La pel·lícula es va estrenar al Festival Internacional de Cinema de Morelia el novembre del 2012 i es va exhibir posteriorment al Festival de Cinema de Sundance del 2013. La pel·lícula també es va projectar al Festival Internacional de Cinema de Rotterdam, el 25 de gener de 2013.

## Recepció crítica
Pel seu tractament especial de temes com la mortalitat, la malaltia i la soledat, la cinematografia i l'actuació del protagonista, Halley va obtenir crítiques positives en diversos mitjans. Marc Saint-Cyr, de Senses of Cinema, va elogiar la pel·lícula per haver portat el gènere zombi a un territori original amb un "estudi de personatges pensatiu i compost per experts". Va concloure que "mentre molts altres cineastes afirmen que volen doblegar-se o alliberar-se de les exagerades convencions de pel·lícules de zombis, Hofmann les deixa sense por i emergeix amb un examen inquietantment rellevant del cos, la mortalitat i l'alienació. Precís i pur, és un assoliment artístic pràcticament impecable". Mark Adams, de Screen Daily, va definir la pel·lícula "un drama surrealista i inquietant", amb una "història estranyament convincent, actuacions impressionants i un estrany sentit del grotesc".

## Premis
| Premi                                                   | Any de cerimònia | Categoria               | Destinatari (s)                   | Resultat  | Ref    |
| ------------------------------------------------------- | ---------------- | ----------------------- | --------------------------------- | --------- | ------ |
| Premi Ariel                                             | 2014             | Millor maquillatge      | Adam Zoller                       | Guanyador | [ 7 ]  |
| Premi Ariel                                             | 2014             | Millor opera prima      | Sebastián Hofmann                 | Nominat   | [ 7 ]  |
| Premi Ariel                                             | 2014             | Millor banda sonora     | Gustavo Mauricio Hernandez Davila | Nominat   | [ 7 ]  |
| Premi Ariel                                             | 2014             | Millor so               | Uriel Esquenazi, Raúl Locatelli   | Nominat   | [ 7 ]  |
| Premi Ariel                                             | 2014             | Millors efectes visuals | Gustavo Bellon                    | Nominat   | [ 7 ]  |
| Festival Internacional de Cinema de Durban              | 2013             | Millor fotografia       | Matias Penachino                  | Guanyador | [ 8 ]  |
| East End Film Festival                                  | 2013             | Millor pel·Lícula       | Sebastián Hofmann, Piano          | Guanyador | [ 9 ]  |
| Festival de Cinema de Múnic                             | 2013             | Premi CineVision        | Sebastián Hofmann                 | Guanyador | [ 10 ] |
| Festival Internacional de Cinema de Rotterdam           | 2013             | Premi Hivos Tiger       | Sebastián Hofmann                 | Nominat   | [ 11 ] |
| Festival Internacional de Cinema Fantàstic de Catalunya | 2013             | Premi Noves Visions     | Sebastián Hofmann                 | Guanyador | [ 12 ] |